# Onciale 097
- Papyrus
- Onciale
- Minuscules
- Lectionnaire

Le Codex 097, portant le numéro de référence 097 (Gregory-Aland), est un manuscrit sur parchemin écrit en écriture grecque onciale.

## Description
Le codex se compose d'un folio. Il est écrit en deux colonnes, de 18 lignes par colonne. Les dimensions du manuscrit sont 26 x 21 cm. Les paléographes datent ce manuscrit du VIIe siècle,. 
C'est un palimpseste, le texte postérieur est en géorgien datent du Xe siècle. 
C'est un manuscrit contenant le texte incomplet des Actes des Apôtres (13,39-46). 
Le manuscrit a été examiné par Constantin von Tischendorf et Kurt Treu.

## Texte

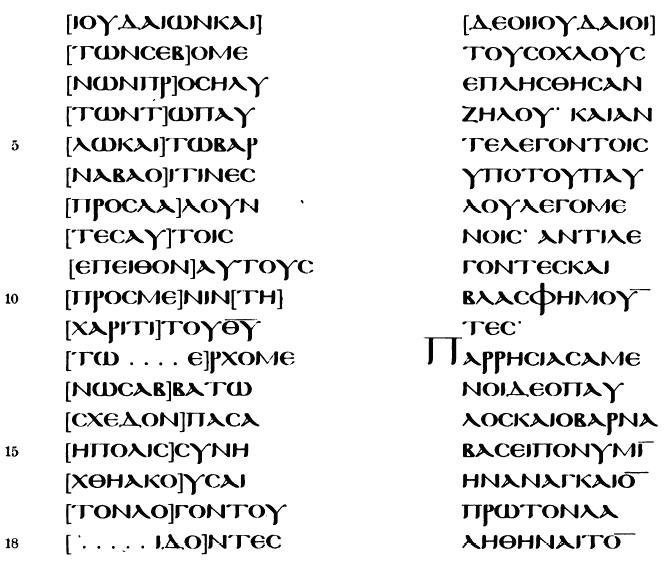
Actes 12:43-46 (facsimile 1855)

Le texte du codex représenté est de type mixte. Kurt Aland le classe en Catégorie III.

## Lieu de conservation
Il est actuellement conservé à la Bibliothèque nationale russe (Gr. 18), à Saint-Pétersbourg,.